# Alexandra Akeret
Alexandra Akeret (* 1973) ist eine Schweizer Politikerin (SP).

## Biografie

### Herkunft, Ausbildung
Akeret arbeitete bei einer Sprachheilschule, leitete ein Restaurant, gestaltete Bühnenbilder für das Figurentheater St. Gallen und war ab Dezember 2019 Gewerkschaftssekretärin des VPOD. Seit März 2025 ist sie Gewerkschaftssekretärin beim SEV. 2023 wurde sie in die Verwaltung der linken Genossenschaftsbeiz «Schwarzer Engel» in St. Gallen gewählt.

### Politik
Akeret ist seit 2013 Mitglied des Stadtparlaments St. Gallen. 2021 präsidierte sie den Rat. 2023 fiel sie als Gewerkschaftssekretärin mit bissiger Kritik an den Kündigungen am Kantonsspital St. Gallen auf. 2024 wurde sie in den Kantonsrat gewählt. Gut zwei Monate später wurde sie vom Vorwurf angeblicher Datenschutzverletzungen wegen einer Umfrage freigesprochen, die sie als VPOD-Gewerkschaftssekretärin beim Departement Soziale Arbeit an der OST in Auftrag gegeben hatte. Im Herbst 2024 wurde Akeret als Stadtparlamentarierin in St. Gallen wiedergewählt. Sie erhielt dabei mit 7469 am meisten Stimmen aller Kandidierenden.

### Persönliches
Akeret ist geschieden und hat zwei Kinder.